# The French Review
The French Review est une revue littéraire bimestrielle à comité de lecture spécialisée en littérature française et culture française au sens large (incluant le cinéma, la linguistique ou la pédagogie). Elle est publiée en anglais et en français depuis 1927 par l'Association américaine des professeurs de français (American Association of Teachers of French ou AATF) résidente de la Université du Sud de l'Illinois à Carbondale dans l'Illinois. Elle a été fondée par James Frederick Mason qui la dirige jusqu'en 1929, remplacé par Hélène Harvitt, rédactrice en chef jusqu'en 1954. 